# Олариу (Клуж)
Олариу (рум. Olăriu) насеље је у Румунији у округу Клуж у општини Фрата. Oпштина се налази на надморској висини од 359 m.

## Становништво
Према подацима из 2002. године у насељу је живело 169 становника, од којих су сви румунске националности.